# Rgaif

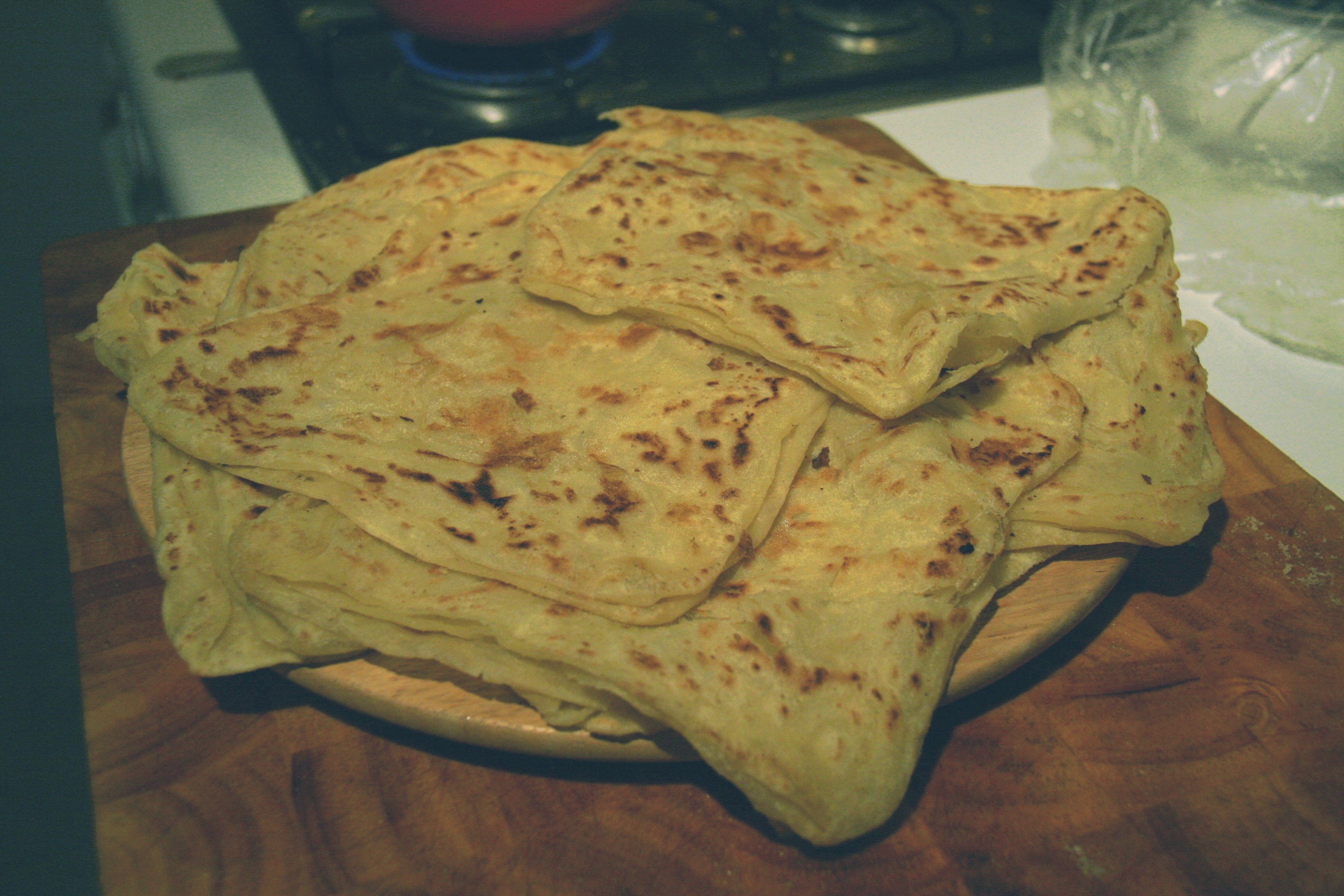
Hojas de Rghaif.

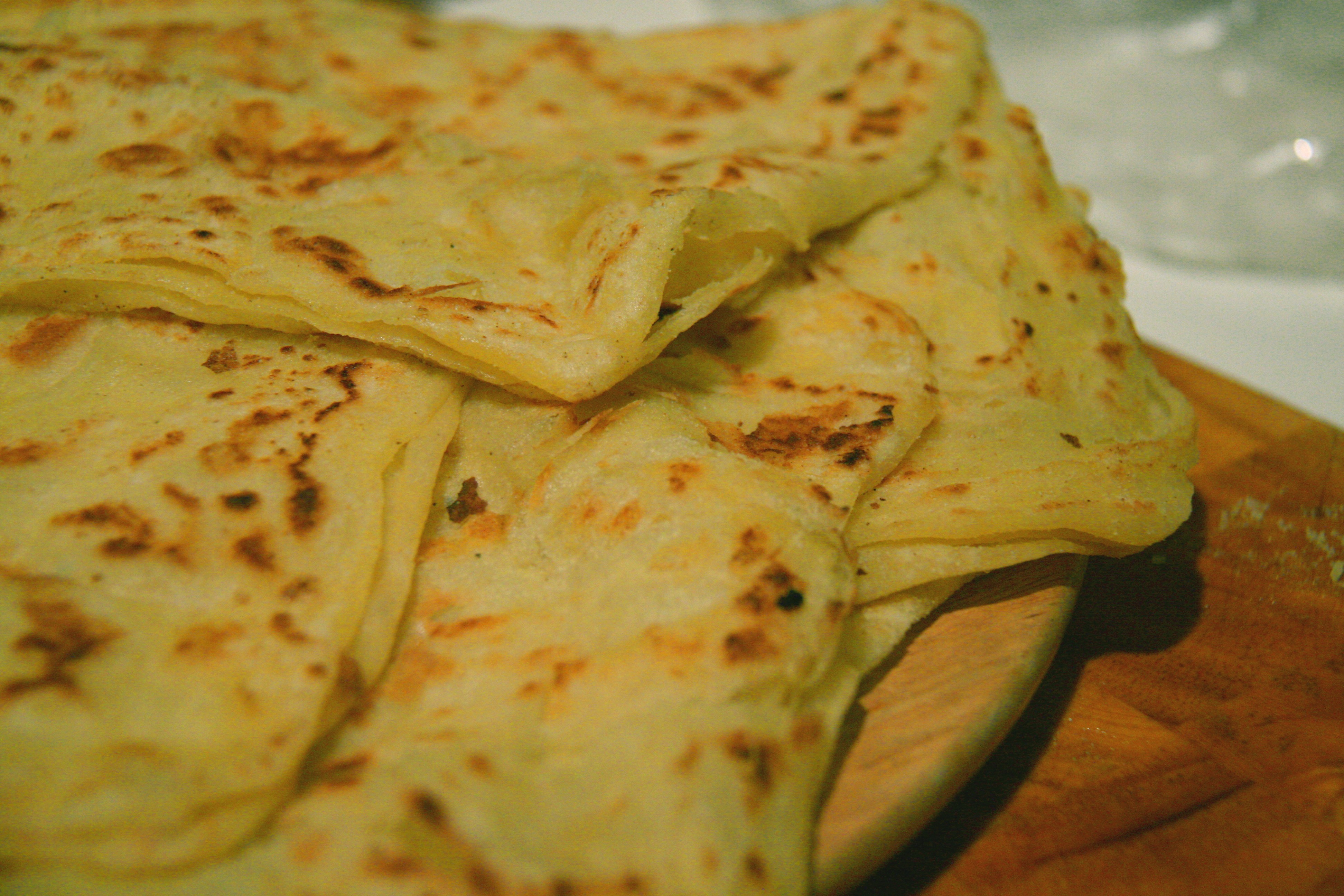
Detalle de un Rghaif.

Rghaif (denominado también msemen y en Melilla, pañuelo) es un pan plano (o crêpes) muy típico de la cocina del Magreb, elaborado de harina de trigo con muy poca levadura, que es de consumo corriente en varias regiones de África del norte como Argelia, Marruecos o Mauritania. Se suele servir en la hora del té y se acompaña de rellenos salados o dulces dependiendo del gusto del consumidor. Es habitual en la celebración del iftar del Ramadán. El relleno más popular de este pan plano es la cebolla caramelizada especiada. En algunos restaurantes del Magreb se suele servir con miel y queso como postre.

## Características
Suelen ser panes planos de forma rectangular de aproximadamente quince centímetros de lado, su masa se elabora con dos tipos de harina. La preparación se realiza mediante una tortilla redonda que posteriormente se dobla sobre sí misma hasta adquirir la forma rectangular deseada. Esta masa doblada suele estar salpicada en una mezcla caliente de aceite y mantequilla, dicha masa se calienta en una sartén. La masa se calienta hasta que adquiere una textura semi-crujiente. Durante el doblado puede ponerse su relleno. Este tipo de pan puede congelarse y servirse posteriormente. Los rellenos suelen ser cebolla caramelizada, carne picada y especiada (khelea). Existen rghaif de marisco, almendras, pollo, etc. Es como un dulce milhojas, no es un pan plano, son como hojas formando un bloque, como un cuaderno de masa cuadrada cerrado por los 4 lados.

## Elaboración
El rghaif, msemmen o msanman difiere de otros panes planos en su elaboración, pues se dobla en múltiples capas como un pañuelo. Como se amasa sobre una superficie aceitada, las diferentes capas no se mezclan lo que da lugar a un pan de estructura similar al hojaldre de la pastelería europea, pero con forma o aspecto de crepe. Se deja levar la masa y se aplasta volviéndolo a doblar sobre sí mismo. Se hace sobre una superficie caliente o sartén en solo cinco minutos y permanece en estado óptimo durante varios días. Es un pan de elaboración casera sencilla y de consumo recomendable por la baja tasa de hidratos de carbono que supone respecto al pan de miga de consumo habitual en Europa.